# Esther Schweins
Esther Schweins (Oberhausen, 18 aprile 1970) è un'attrice, comica e doppiatrice tedesca.
Ha interpretato il ruolo della madre di Maria e Olli nel film La banda dei coccodrilli indaga.

## Filmografia

### Cinema
- Der Trip – Die nackte Gitarre 0,5 - regia di Wolfgang Büld (1995)
- Das Superweib - regia di  Sönke Wortmann (1996)
- Kampfansage – Der letzte Schüler - regia di Johannes Jaeger (2005)
- Die Anruferin - regia di Felix Randau (2007)
- La banda dei coccodrilli indaga (Vorstadtkrokodile 2) - regia di Christian Ditter (2010)
- Mara und der Feuerbringer - regia di Tommy Krappweis (2015)

### Televisione
- RTL Samstag Nacht - serie TV (1993-1998)
- Alles außer Mord - serie TV (1 episodio) (1995)
- Michele Strogoff - Il corriere dello zar - serie TV (1999)
- Die Kanzlei - serie TV (2000)
- Die Cleveren - serie TV (2006)
- Blutige Anfänger - serie TV (2020-2024)
- Wilsberg: Gene lügen nicht - serie TV (2022)

## Doppiaggio
- Isabelle Carré in La volpe e la bambina
- Principessa Fiona in Shrek, Shrek 2, Shrek terzo, Shrek e vissero felici e contenti